# Sterrenbos (Dalfsen)
Het Sterrenbos is een bos bij Dalfsen.
In 1678 kocht de Zwolse burgemeester Jacobus Vriese, eigenaar van Den Aalshorst, van de erfgenamen van Rechteren en Millingen een deel van hun grond, waaronder een zandverstuiving die een bedreiging vormde voor zijn land. Burgemeester Vriese liet twee evenwijdige ‘sticken’ aanleggen, die zich ontwikkelden tot zandwallen die behalve ‘stikken’ ook wel ‘Friesche wallen’ werden genoemd. Vernoemd naar burgemeester Vriese zelf. Tussen de twee stikken liet hij een sterrenbos planten. Uit een houtverkoping in 1807, aangekondigd in de Zwolsche Courant, blijkt dat dit bos voornamelijk bestond uit grove en fijne dennen. Met fijne dennen werden waarschijnlijk sparren bedoeld. Exact in het lengte van de oost-as van het Sterrenbosch staat een Saksische boerderij.
De Saksische boerderij staat er naar schatting sinds de 17e eeuw en is tevens ingetekend op de eerste kadastrale kaart van Dalfsen uit 1832. Op kaart 26, sectie F, 3e blad, tweede ontwikkeling, genaamd Dalmsholt, staat de boerderij als Starnbosch aangeduid. Op deze kaart is duidelijk de padenstructuur van het Sterrenbosch zichtbaar. Sinds 1961 is hier een camping ontstaan met de naam Het Boskamp. In 1985 is de historische naam van de boerderij in ere hersteld en is de naam van de camping veranderd in camping Starnbosch.